# Antoni Białecki
Antoni Władysław Emilian Białecki (ur. 11 czerwca 1836 w Warszawie, zm. 15 listopada 1912 w Jordanowicach koło Pruszkowa) – polski prawnik, publicysta oraz tłumacz.

## Życiorys
Był synem ziemianina Kazimierza i Domicelli z Bartoszewskich. Kształcił się w Gimnazjum Św. Anny w Krakowie, następnie podjął studia prawnicze na Uniwersytecie Jagiellońskim (1854). Przerwał studia z powodu choroby w 1856; wyjechał do Wielkopolski i odbył praktykę rolniczą w dobrach generała Chłapowskiego. Lata 1858–1860 spędził w Petersburgu, następnie powrócił do studiów prawa, tym razem w Heidelbergu. Na uniwersytecie w Heidelbergu obronił doktorat (1862, praca Istota i materyały prawa międzynarodowego). W 1872 obronił doktorat praw na uniwersytecie w Petersburgu (praca O znaczenii mieżdunarodnogo prawa i jego materiałow).
W 1862 podjął pracę w Szkole Głównej Warszawskiej; prowadził wykłady z teorii państwa i prawa, prawa międzynarodowego, historii nauk politycznych oraz etyki politycznej w Katedrze Umiejętności Społecznych i Administracyjnych (w latach 1866–1869 kierował tą Katedrą). W 1866 otrzymał tytuł profesora zwyczajnego. Brał udział w pracach nad ustawą o przekształceniu Szkoły Głównej Warszawskiej w Cesarski Uniwersytet Warszawski i po jej przeprowadzeniu kontynuował wykłady z prawa państwowego, międzynarodowego publicznego i administracyjnego na UW (do 1887) oraz kierował Katedrą Prawa Międzynarodowego. Do 1876 roku wykładał ekonomię polityczną w Szkole Handlowej im. Leopolda Kronenberga w Warszawie.
Przez wiele lat prowadził badania nad źródłami i materiałami z zakresu prawa międzynarodowego. Wydawał m.in. rękopisy dzieł Jana Długosza, zachowane w bibliotekach w Petersburgu. Współpracował z „Tygodnikiem Ilustrowanym”, „Gazetą Lwowską”, „Teką Wileńską”, „Biblioteką Warszawską”, lwowskim „Dziennikiem Literackim”. 
Niezależnie od zainteresowań prawniczych ogłosił prace z dziedziny ogrodnictwa – O pielęgnowaniu kwiatów (1856) i O sadach rolnych (1879). W 1907 był w gronie członków założycieli Towarzystwa Naukowego Warszawskiego, ponadto należał m.in. do Poznańskiego Towarzystwa Przyjaciół Nauk. W latach 1874–1879 był przewodniczącym Zarządu, a od 1879 (do końca życia) prezesem Towarzystwa Osad Rolnych i Przytułków Rzemieślniczych. Opracował przekłady dzieł Litość w stosunku do cywilizacyj Ignatza Pernera (1859) oraz Encyklopedya umiejętności politycznych Roberta von Mohla (2 tomy, 1864–1865).

## Publikacje
- Historya Szląska w epoce Piastowiczów (1855)
- Wykopaliska w Manieczkach (1857)
- Rękopisma Długosza w bibljotekach petersburskich (1859)
- Przebieg sporu o niewolnictwo i zasada Monroe w Stanach Zjednoczonych (1866)
- Prawidłowość stosunków międzynarodowych (1874)
- Zadanie prawa międzynarodowego i obowiązki stron wojujących (1874)
- O konwencji genewskiej (1878)
- Prawo w życiu ludzkiem (1906)

## Literatura dodatkowa
- Adam Moraczewski: Białecki Antoni Władysław Emiljan. W: Polski Słownik Biograficzny. T. 2: Beyzym Jan – Brownsford Marja. Kraków: Polska Akademia Umiejętności – Skład Główny w Księgarniach Gebethnera i Wolffa, 1936, s. 5. Reprint: Zakład Narodowy im. Ossolińskich, Kraków 1989, ISBN 83-04-03291-0